# Convenio sobre la Contaminación Atmosférica Transfronteriza a Gran Distancia

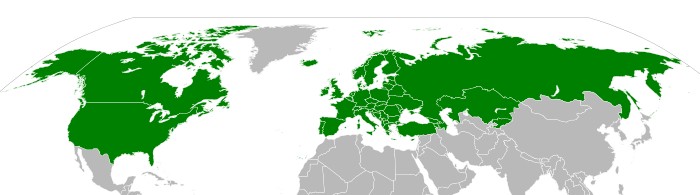
Mapa que muestra los países firmantes (verde) y ratificantes (verde oscuro) para julio de 2007

El Convenio sobre la Contaminación Atmosférica Transfronteriza a Gran Distancia abreviado CLRTAP o LRTAT (por sus siglas en inglés), pretende eliminar mitigar y reducir de forma transfronteriza la contaminación del aire.

## Descripción
- El convenio fue firmado por primera vez en Ginebra en 1979 y entró en vigor en 1983.
- Para el 2011 ha sido ratificado por 51 países, principalmente por Europa, Estados Unidos y Canadá.[2]
- Estos 51 países identifican mediante el artículo 11 de la convención al secretario ejecutivo de la Comisión Económica de las Naciones Unidas para Europa como su secretario.[3]
- El convenio LRTAT ha sido desarrollado en 8 protocolos que identifican las medidas a llevar a cabo para reducir la contaminación del aire.[4]
- El objetivo del convenio es limitar y gradualmente reducir la contaminación del aire en los países firmantes desarrollando políticas y estrategias para combatir la liberación de contaminantes del aire.
- Las partes del convenio se reúnen todos los años y forman un Cuerpo Ejecutivo que monitorea el trabajo y planea futuras políticas.

## Historia
La historia del LRTAT se remonta a 1960, cuando un estudio probó la relación entre las emisiones de sulfuro de Europa continental y la acidificación de los lagos de Escandinavia. En 1972 en la conferencia de Naciones Unidas sobre el hombre y el medioambiente que tuvo lugar en Estocolmo comenzó la cooperación internacional para combatir la acidificación. Entre 1972 y 1977 muchos estudios confirmaron la hipótesis de que los contaminantes del aire se transportan a miles de kilómetros antes de depositarse y dañar el medioambiente. Esto significa que la cooperación internacional es necesaria para resolver problemas como la acidificación. En 1979 el convenio fue firmado por 34 gobiernos más la Comunidad Europea. En 1983 entró en vigor y con el tiempo se han sumado más países al convenio y ampliado el número de protocolos a ocho.

En la actualidad la convención prioriza la revisión de los protocolos existentes, su ratificación por parte de los Estados miembros y el seguimiento en todos los países firmantes. También comparte su experiencia y conocimientos con otras regiones del planeta.